# Eugen Bejinariu

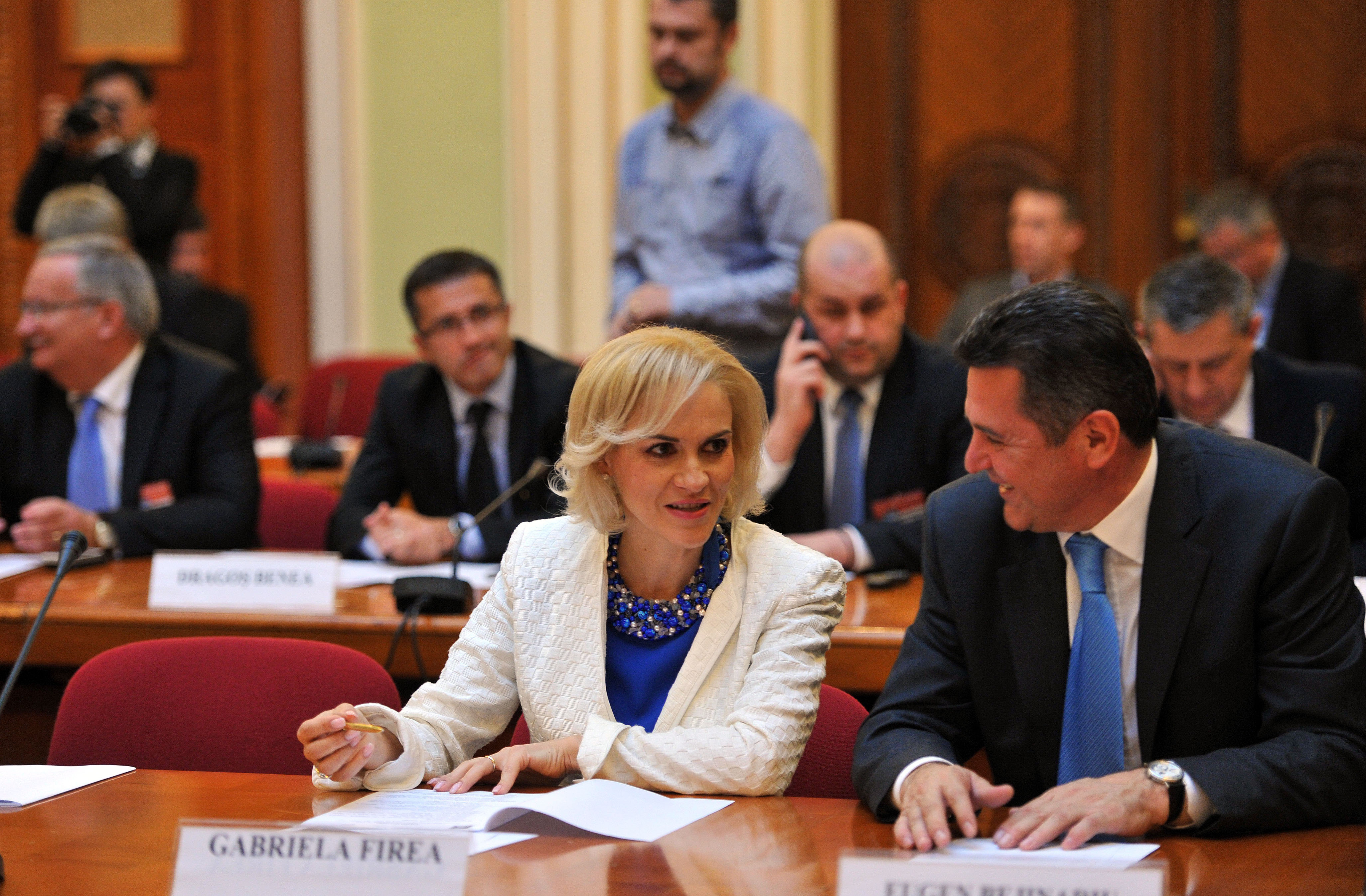
Eugen Bejinario (rechts) in het parlement in gesprek met Gabriela Firea

Eugen Bejinariu (Suceava, 28 januari 1959), is een Roemeens politicus.

## Biografie
Eugen Bejinariu studeerde aan de militaire academie en aan de Academie voor Economische Studies in Boekarest. Hij was een militair officier en werkzaam voor het ministerie van Defensie. Daarna was hij werkzaam bij het hooggerechtshof. Eugen Bejinariu sloot zich later aan bij de Sociaaldemocratische Partij (Partidul Social Democrat).
Eugen Bejinariu was coördinerend minister van het secretariaat-generaal van het kabinet van premier Adrian Năstase. Toen premier Năstase op 21 december 2004 aftrad, omdat hij, nadat hij de Roemeense presidentsverkiezingen van december 2004 had verloren, voorzitter van de Kamer van Afgevaardigden adviseerde hij scheidend president Ion Iliescu de benoeming van Bejinariu tot interim-premier. Bejinariu bleef interim-premier tot 29 december 2004 toen Călin Popescu-Tăriceanu (Nationaal-Liberale Partij) hem opvolgde.
Eugen Bejinariu werd bij de Roemeense parlementsverkiezingen van 28 november 2004 in de Kamer van Afgevaardigden voor de Sociaaldemocratische Partij (PSD).